# سیلویا گر
سیلویا گر (انگلیسی: Sylvia Gore؛ زادهٔ ۱۹۴۶) یک بازیکن فوتبال بود. وی پیشتر بازیکن و همچنین مربی تیم ملی بانوان انگلیس بوده است.